# 索斯諾沃耶湖
索斯諾沃耶湖是俄羅斯的湖泊，由布里亞特共和國負責管轄，位於維季姆河和色楞格河之間的分水嶺，長6.5公里、寬4.3公里，面積24.5平方公里，最大水深6米，湖水主要來自融雪、雨水和地下水。